# Dino (cantante)
Dino, pseudonimo di Eugenio Zambelli (Verona, 3 maggio 1948), è un cantante italiano.

## Biografia

### Gli inizi
Figlio di un funzionario dell'Istituto delle Belle Arti di Verona, dotato di una buona intonazione, partecipa ai primi concorsi come cantante ancora da bambino: spesso si ritrova a gareggiare con una cantante sua coetanea, Gigliola Cinquetti, che incontra per la prima volta nel 1959 partecipando ad uno spettacolo di operetta per ragazzi e che, due anni dopo, supera arrivando primo al Pinocchietto d'oro cantando il celebre successo di Mina Le mille bolle blu.
Proprio durante una di queste esibizioni nel dicembre 1961 viene notato da Ennio Ottofaro, che gli propone di entrare come voce solista nei Kings.
Nel 1963 i Kings partecipano alla seconda edizione del Festival degli sconosciuti di Ariccia (vinto l'anno prima da Rita Pavone), arrivando al primo posto: Teddy Reno rimane colpito dalla voce del cantante, e propone quindi ad Eugenio un contratto con l'ARC con il nome d'arte di Dino, mentre i Kings vengono scritturati come gruppo d'accompagnamento del cantante. Curiosamente, Dino non è un nome imposto dalla casa discografica, ma il soprannome familiare che viene dato al piccolo Eugenio a causa della sua somiglianza con il fidanzato di una sua zia, morto in un incidente stradale, che così si chiamava.

### Il successo
Il primo 45 giri di Dino, Eravamo amici/Così come sei, viene pubblicato nella primavera del 1964: la canzone sul lato A viene iscritta all'edizione del Cantagiro (nella sezione giovani), in cui il cantante arriva primo in alcune tappe, diventando presto un idolo delle ragazzine  (anche per il suo bell'aspetto) e ottenendo un buon successo di vendita (superiore a quello della canzone vincitrice, La voglia dell'estate di Paolo Mosca).
Viene chiamato come ospite in molte trasmissioni televisive, tra cui La fiera dei sogni, presentata da Mike Bongiorno, e il successo del disco viene superato dal secondo, contenente sul lato A una canzone scritta per lui da Sergio Endrigo e Sergio Bardotti, Te lo leggo negli occhi, che diventa uno dei brani più noti degli anni '60 (e in seguito verrà reincisa anche da Giorgio Gaber e Franco Battiato), e sul retro una cover di I should have known better dei Beatles, tradotta da Don Backy come Cerca di capire.
Con il terzo disco, Il ballo della bussola, avviene la rottura con i Kings: la casa discografica sceglie infatti l'arrangiamento del maestro Ennio Morricone e non quello, decisamente più rock, del complesso, e Dino, posto davanti alla scelta impostagli dagli altri membri del gruppo, si adegua, mentre i Kings, a questo punto, si rifiutano di accompagnare il cantante al Cantagiro e abbandonano l'ARC e vengono sostituiti da un altro gruppo veronese, i Misfits, che cambiano il nome in Rollicks e diventano il nuovo complesso di Dino. In ogni caso Il ballo della bussola partecipa nuovamente al Cantagiro, questa volta tra i Big, ottenendo molto successo (sul lato B vi è Ma c'è un momento del giorno, cover di You've Lost That Lovin' Feelin' dei Righteous Brothers).
Nel 1965 l'artista pubblica il suo primo album, Dino, e partecipa inoltre a vari musicarelli: è il protagonista ne Le sedicenni di Luigi Petrini e in Altissima pressione di Enzo Trapani (con Gianni Morandi, Françoise Hardy, Lucio Dalla, Nino Taranto e Agnes Spaak), lanciando rispettivamente Sai, sai, sai (arrangiata da Bruno Canfora) e Il ragazzo di ghiaccio (su musica ancora di Morricone). Queste due canzoni daranno vita al suo quarto singolo.
Il primo contatto con il cinema era avvenuto con la proposta del regista Luchino Visconti per un ruolo nel film Vaghe stelle dell'Orsa, poi affidato a Jean Sorel, che il sedicenne Dino aveva rifiutato per dedicarsi interamente alla carriera di cantante.
Il successo continua negli anni successivi, con una nuova partecipazione al Cantagiro 1966 con Chi più di me (scritto da Paul Anka, con sul retro Comincia l'amore, di Lucio Dalla), a Scala reale dello stesso anno con Piccola mia piccola, e nel 1967 con l'incisione in italiano di una canzone di Stevie Wonder, A place in the sun, che diventa Il sole è di tutti e che viene interpretata anche dallo stesso cantante statunitense.
Nel 1968 partecipa al Festival di Sanremo con Gli occhi miei, cantata in coppia con Wilma Goich (questa canzone verrà poi ripresa anche da Tom Jones e diventerà un suo cavallo di battaglia con il titolo di Help Yourself ); pubblica poi una cover in italiano di The Sound of Silence di Simon and Garfunkel, intitolata La tua immagine.
Segue Simone Simonette, partecipante ad Un disco per l'estate 1969.

### Dagli anni settanta
Il secondo album, Dino, e il singolo pubblicato nello stesso periodo, Bye bye city, non ottengono successo (nonostante questa sia una buona canzone di Pierre Groscolas, e sul retro vi sia la bella cover di The windmills of your mind di Michel Legrand, tratta dalla colonna sonora di Il caso Thomas Crown, film del 1968 di Norman Jewison): dopo una pausa forzata dovuta al servizio militare, con il cambio di casa discografica e il passaggio alla RCA Italiana non ottiene risultati di rilievo, nonostante la partecipazione a Un disco per l'estate 1971 con Notte calda.
Passa poi alla Ariston Records e partecipa ad Un disco per l'estate 1973 con scarsi risultati, nonostante la canzone Parla chiaro Teresa, scritta da Luciano Rossi, sia discreta: decide quindi di abbandonare l'attività musicale e si trasferisce a Torino.
Il suo nome torna alla ribalta per vicende extramusicali negli anni '80, quando, divenuto dirigente di un'importante compagnia petrolifera, viene coinvolto nello scandalo dei petroli, risultando però alla fine della vicenda giudiziaria totalmente estraneo ai reati imputatigli.
Torna quindi sulle scene sull'onda del revival degli anni '60; è ancora in attività, si esibisce e incide anche alcuni album con materiale inedito. Approfittando del clima di revival e riscoperta degli anni '60 di fine anni '80, nel 1989 partecipa al programma televisivo revival Una rotonda sul mare (programma televisivo) con il brano La tua immagine, ripresentandosi anche nell'edizione del 1990 con Te lo leggo negli occhi.
Nel 2003, realizza per l'etichetta Azzurra Music un album di inediti, Serenata, ad otto anni di distanza dal precedente, che comprende 11 nuove canzoni.
Dal 2010 è ospite fisso nel programma MilleVoci di Gianni Turco, visibile in tutta Europa silla piattaforma Sky e sul digitale terrestre in Italia.
Oltre che ad esibirsi con brani di suoi successi del passato, Dino presenta, in questo programma, anche canzoni inedite.
Dal 16 novembre 2011 è stato impegnato nella commedia musicale Noi che... Gli anni migliori di Carlo Conti al Teatro Salone Margherita (Roma).
Nel 2019 incide per l'etichetta Lavocedelledonne il brano "Angela" di Luigi Tenco incluso nella compilation "Il regno di Luigi". Nel 2021 partecipa al cd "Il Giardino di Sergio" omaggio a Sergio Endrigo dove propone la delicata "Annamaria". Inoltre nello stesso anno prende parte alla raccolta "E penso a te: Bruno Lauzi" dove interpreta "Ti ruberò".
Sempre nello stesso anno partecipa come corista alla registrazione dell'album Nobel di Gian Pieretti.
Il 19 luglio 2023, ha partecipato al concerto-evento che il Comune di Genova ha organizzato per festeggiare i 60 anni di carriera di Michele nel parco di Villa Rossi a Sestri Ponente a cui hanno partecipato numerosi artisti, tra cui molti della scena genovese, come la band di Roberto Morselli, Franca Lai, Vladimiro Zullo, Matteo Merli, La Squadra di Genova, Aldo De Scalzi, Donatello, Gian Pieretti, Oscar Prudente e Nicole Magolie.

## Discografia

### Album in studio
- 1965 - Dino
- 1969 - Dino
- 1994 - Dolci canzoni
- 1996 - Te lo leggo negli occhi (SM SuperMusic – MOCD 6043)
- 1996 - Formidabili quegli anni
- 2003- Serenata

### Singoli
- 1964 - Eravamo amici/Così come sei
- 1964 - Te lo leggo negli occhi/Cerca di capire
- 1965 - Il ballo della bussola/Ma c'è un momento del giorno
- 1965 - Sai sai sai/Il ragazzo di ghiaccio
- 1966 - Chi più di me/Comincia l'amore
- 1966 - Piccola mia piccola/Ha gli occhi come i tuoi
- 1967 - Io mi sveglio a mezzogiorno/Spengo
- 1967 - Il sole è di tutti/Quella sera della festa
- 1968 - Gli occhi miei/Passano
- 1968 - Morire o vivere/Cuore di ragazzo
- 1968 - La tua immagine/Besame mucho
- 1969 - Simone Simonette/È un giramondo
- 1969 - Bye bye city/Una viola del pensiero
- 1971 - Notte calda/Be my baby
- 1972 - Che strano amore/Amanti
- 1973 - Parla chiaro Teresa/L'isola bianca

### Compilation
- 1965 - Ménage all'italiana (RCA Italiana), canta il brano Ho messo gli occhi su di te
- 1990 - Il meglio di Dino (RCA, CD 74746)
- 1996 - Formidabili quegli anni (Duck Gold, DGCD 157)
- 1997 - I successi di Dino (Replay Music, RMCD 4171)
- 2003 - La terza luna ed altri grandi successi degli anni '60 (Duck Gold, DGCD 3360)
- 2003 - I grandi successi originali (BMG Italy, 743219850124)
- 2016 - Discografia '64-'67  (On Sale Music, 64 OSM 109)
- 2016 - Discografia '68-'71  (On Sale Music, 64 OSM 110)
- 2019-  Il regno di Luigi       (Lavocedelledonne) interpreta "Angela"
- 2021- Il Giardino di Sergio (Lavocedelledonne) (Annamaria)
- 2021- E penso a te: Bruno Lauzi (lavocedelledonne) (Ti ruberò)

## Filmografia
- La congiuntura, regia di Ettore Scola (1965)
- Questo pazzo, pazzo mondo della canzone, regia di Bruno Corbucci (1965)
- Ménage all'italiana, regia di Franco Indovina (1965)
- Altissima pressione, regia di Enzo Trapani (1965)
- Le sedicenni, regia di Luigi Petrini (1965)
- Te lo leggo negli occhi, regia di Camillo Mastrocinque (1966)
- La più bella coppia del mondo, regia di Camillo Mastrocinque (1967)
- Il sole è di tutti, regia di Domenico Paolella (1968)